# Робер Ірш (актор)
Робе́р Ірш (фр. Robert Hirsch, 26 липня 1925 — 16 листопада 2017) — французький актор.

## Навчання
Закінчив приватну школу акторського мистецтва Драматичні курси Рене Симона (фр. Cours Simon) у Парижі.

## Акторська кар'єра
З 1952 року він був сосьєтером у Комеді Франсез. 
Серед інших його ролей у фільмах — Горбач у «Нотр-Дам». Крім того, у 2006—2007 рр. Р.Ірш грав у спектаклі «Ле Гардіан» (французька адаптація Гарольда Пінтера «The Caretaker») в «Театрі деЛл'еувре» в Парижі.
У квітні 2011 року Р.Ірш попросив Флоріана Целлера спеціально написати роль спеціально для нього. В результаті він зіграв Ле-Пер (Le Père), вперше виступивши у Le Théâtre Hébertot у Парижі у вересні 2012 року. Р.Ірш зіграв головного персонажа Андре у віці 87 років.

## Вибрана фільмографія
- З повагою, Блейк (1954)
- (Les Intrigantes) (1954)
- 1956 : Мадемуазель Стриптиз / ( )
- Люб'язний капрал (1958)
- 1959 : Вулиця Монмартр, 125 / ( )
- 1959 : Мегре і справа Сен-Фіакр / ( )
- Приватна справа  (2002)
- 2003 : Вольпоне / (Volpone) — Секо
- Художній дилер (2015)

## Нагороди та номінації
У 1990 році Р.Ірш отримав Премію «Сезар» за найкращу чоловічу роль другого плану за гру у фільмі «Зима 54, абат П'єр» (англ. «Hiver 54, l'abbé Pierre»).

### Премія «Мольєр»
| Рік  | Група           | Нагорода                      | Роль                | Результат |
| ---- | --------------- | ----------------------------- | ------------------- | --------- |
| 1992 | Премія «Мольєр» | Найкращий актор другого плану | Ле Мізантроп        | Виграв    |
| 1997 | Премія «Мольєр» | Найкращий актор другого плану | АН банщик Годо      | Виграв    |
| 1999 | Премія «Мольєр» | Найкращий актор               | Ле-Бель-Ер-де-Лондр | Виграв    |
| 2007 | Премія «Мольєр» | Найкращий актор               | Доглядач            | Виграв    |

| Рік  | Група           | Нагорода        | Роль         | Результат   |
| ---- | --------------- | --------------- | ------------ | ----------- |
| 1990 | Премія «Мольєр» | Найкращий актор | Мої Фейєрбах | Номінований |
| 1993 | Премія «Мольєр» | Найкращий актор | Іпе фолие    | Номінований |
| 2003 | Премія «Мольєр» | Найкращий актор | Сара         | Номінований |

### Кінопремія «Сезар»
| Рік  | Група              | Нагорода                      | Фільм                | Результат |
| ---- | ------------------ | ----------------------------- | -------------------- | --------- |
| 1990 | Кінопремія «Сезар» | Найкращий актор другого плану | «Зима 54, абат П'єр» | Виграв    |